# Quận Buncombe, North Carolina
Quận Buncombe là một quận nằm ở tiểu bang Bắc Carolina. Quận này thuộc vùng đô thị Asheville. Dân số năm 2008 là 229.047 người, Quận lỵ đóng ở Asheville6.

## Địa lý
Theo Cục điều tra dân số Hoa Kỳ, quận có tổng diện tích 660 dặm Anh vuông (1.709 km²), trong đó, 656 dặm Anh vuông (1.699 km²) là diện tích đất và 4 dặm Anh vuông (10 km²) trong tổng diện tích (0,58%) là diện tích mặt nước.

### Các khu bảo tồn quốc gia
- Blue Ridge Parkway (một phần)
- Rừng quốc gia Pisgah (một phần)

### Các thị trấn
Quận được chia thành 16 xã: Asheville, Avery Creek, Black Mountain, Broad River, Fairview, Flat Creek, French Broad, Ivy, Leicester, Limestone, Lower Hominy, Reems Creek, Sandy Mush, Swannanoa, Woodfin, và Upper Hominy.

### Các quận giáp ranh
- Quận Madison, Bắc Carolina - Bắc
- Quận Yancey, Bắc Carolina - Đông bắc
- Quận McDowell, Bắc Carolina - Đông
- Quận Rutherford, Bắc Carolina - Đông nam
- Quận Henderson, Bắc Carolina - Nam
- Quận Haywood, Bắc Carolina - Tây

## Thông tin nhân khẩu
Theo cuộc điều tra dân số2 tiến hành năm 2000, quận này có dân số 206.330 người, 85.776 hộ, và 55.668 gia đình sinh sống trong quận này. Mật độ dân số là 314 người trên mỗi dặm Anh vuông (121/km²). Đã có 93.973 đơn vị nhà ở với một mật độ bình quân là 143 trên mỗi dặm Anh vuông (55/km²).  Cơ cấu chủng tộc của dân cư sinh sống tại quận này gồm 89,06% người da trắng, 7,48% người da đen hoặc người Mỹ gốc Phi, 0,39% người thổ dân châu Mỹ, 0,66% người gốc châu Á, 0,04% người các đảo Thái Bình Dương, 1,15% từ các chủng tộc khác, và 1,23% từ hai hay nhiều chủng tộc.  2,78% dân số là người Hispanic hoặc người Latin thuộc bất cứ chủng tộc nào.
Có 85,776 hộ trong đó có 27,50% có con cái dưới tuổi 18 sống chung với họ, 50,50% là những cặp kết hôn sinh sống với nhau, 10,80% có một chủ hộ là nữ không có chồng sống cùng, và 35,10% là không gia đình. 28,90% trong tất cả các hộ gồm các cá nhân và 10,60% có người sinh sống một mình và có độ tuổi 65 tuổi hay già hơn.  Quy mô trung bình của hộ là 2,33 còn quy mô trung bình của gia đình là 2,86,
Phân bố độ tuổi của cư dân sinh sống trong huyện là 21,90% dưới độ tuổi 18, 8,60% từ 18 đến 24, 29,30% từ 25 đến 44, 24,80% từ 45 đến 64, và 15,40% người có độ tuổi 65 tuổi hay già hơn.  Độ tuổi trung bình là 39 tuổi. Cứ mỗi 100 nữ giới thì có 92,30 nam giới. Cứ mỗi 100 nữ giới có độ tuổi 18 và lớn hơn thì, có 88,90 nam giới.
Thu nhập bình quân của một hộ ở quận này là $36.666, và thu nhập bình quân của một gia đình ở quận này là $45.011, Nam giới có thu nhập bình quân $30.705 so với mức thu nhập $23.870 đối với nữ giới. Thu nhập bình quân đầu người của quận là $20.384, Khoảng 7,80% gia đình và 11,40% dân số sống dưới ngưỡng nghèo, bao gồm 15,30% những người có độ tuổi 18 và 9,80% là những người 65 tuổi hoặc già hơn.

## Cộng đồng dân cư

### Các thành phố và Thị trấn
- Asheville
- Biltmore Forest
- Black Mountain
- Montreat
- Weaverville
- Woodfin